# 張景森
張景森（1959年10月8日—），臺灣政治人物，曾任行政院金馬聯合服務中心主任、行政院政務委員、財團法人賑災基金會董事長。

## 簡歷
在臺北市市長陳水扁任內任職台北市政府都市發展局局長，後在臺中市市長張溫鷹任內擔任台中市副市長。
在陳水扁政府時期，擔任行政院經濟建設委員會副主任委員、環評委員；交通建設方面，張氏不支持興建蘇花高，高鐵延伸屏東張氏則推動並核定高鐵與台鐵共軌延伸進入高雄車站方案。
2016年5月20日至2018年12月31日間出任蔡英文政府唯一的福建省政府主席。張景森在擔任台中市副市長任內，成功爭取中部科學園區，帶動台中都會區的產業轉型，並在蔡英文政府的行政院政務委員任內承諾以其在陳水扁政府用10個月的時間推動中部科學園區計畫的速度推動「高雄第二科學園區」，積極協助高雄產業轉型，長期以來致力於縮短台灣南北差距。

## 事件
- 1997年2月12日，針對臺北市14、15號公園反拆遷運動，台大城鄉所教授王鴻楷、華昌宜、夏鑄九、劉可強等人首次與幾位臺北市政府官員當面協商緩拆與安置問題。張景森雖不主管這次公園拆除事都亦在場。[9]。這句話在2月27日台大城鄉所學生到市政府發展局抗議的布條上「張景森有先見之明 老人不搬也會死」開始加入「老人」，再經由媒體報導[10][11][12]，變成張景森說「老人不搬也會死」，「而成為代表冷酷的一句話」[13]。1997年2月26日上午，拆遷範圍內住戶翟所祥於拆除前夕上吊自殺。1997年2月27日下午，台大城鄉所學生十多人至台北市政府都市發展局，在局長室走廊拉開黃布條「張景森有先見之明 老人不搬也會死」[14][11]；該所學生會會長吳瑾嫣將邀請函交給張景森，邀張景森回該所辯論；張景森當面同意，但說只會和教授討論、不會和學生討論，因為學生不是專業者[15]；該所學生黃孫權表示，張景森日前對媒體表示「不搬也會死人」、「都是城鄉所學生從中鼓譟」、「城鄉所的老師是自戀，堅持己見，成為學生的傀儡」等語，令他深表不滿[12]。1997年3月4日清晨，臺北市政府工務局拆除大隊於林森公園停車場集結展開拆除工作，張景森與現場反拆遷運動學生碰面，學生質疑張景森如何面對這段都市計畫史，張景森答「要聽我上課，就回到學校」。

- 2000年中華民國總統選舉，民主進步黨總統候選人陳水扁依張景森建言，於臺中市提出「三個第三」：第三個直轄市、第三個科學園區、第三個國際機場。

- 2014年12月10日，國立清華大學退休教授彭明輝在其部落格發文〈在柯P身上看見陳水扁的影子〉，批評張景森在14、15號公園反拆遷運動中的言行，斥責張景森是「民進黨中我最痛恨、鄙視的人之一」、「英語裡頭沒有『人格』（integrity）的人」。張景森提起刑事訴訟，控告彭明輝毀謗。2016年4月4日，張景森撤回刑事訴訟；但之後張景森提起民事訴訟，請求彭明輝賠償名譽損害新台幣200萬元、登報道歉、刪除〈在柯P身上看見陳水扁的影子〉。2017年7月31日，臺灣臺北地方法院一審判決，彭明輝已經善盡查證義務、而且基於查證之事實作出合理之推測，故駁回張景森的全部請求[16]；張景森表示，他從未說過「老人不搬也會死」，彭明輝捏造不實言論抹黑他，他將提起上訴[17]。臺灣高等法院二審判決，維持一審判決，張景森敗訴。2020年9月3日，中華民國最高法院判決，二審判決並無違法，彭明輝免賠免道歉，張景森敗訴定讞[18]。

- 2016年4月25日，張景森在個人臉書頁面發文，指文林苑王家等人的抗爭是「史上最kuso的一場社會運動」，指文林苑王家在抗爭後拿到五戶房子，還用粗話嘲諷聲援王家的青年「真可憐」；雖然張景森不到半小時火速刪文，但仍引發各界批判，太陽花學運領袖林飛帆要求民進黨把張景森從內閣名單刪除，與張景森有私交的國立政治大學教授徐世榮更在臉書與張景森大打筆戰。2016年4月26日，準行政院院長林全說，內閣成員未來發言都需謹言慎行，人民期待內閣成員解決問題而不是製造爭議；同日中午，民進黨立法委員林淑芬在個人臉書頁面發文批評，張景森公開站在地產集團利益那一邊，被張景森嘲笑的是聲援文林苑王家的人與本來期待蔡英文政府帶領國家步上正義的人民；同日晚上，張景森將臉書貼文全數移除，僅僅能看見封面照片及曾被網友按讚的文章。2016年4月28日上午，張景森在臉書發表三千多字的道歉文，坦承「那是一篇不妥的酸文」，公開致歉。

- 2016年6月13日，張景森提出節能省電方案，要求百貨公司美食街樓層應該在下午1時至3時暫停營業，引起百貨業軒然大波。[19][20]但張景森表示，他沒有建議「百貨公司午休」，請媒體不要用這種字眼。[21]

- 2016年6月17日，張景森被民進黨台北市議員高嘉瑜指控，在擔任台北市都發局局長期間圖利京華城董事長沈春池（沈慶京父親），准許把百貨商場拿來蓋豪宅爭取百分之560的容積率。張景森因此在臉書與高嘉瑜筆戰，要高嘉瑜「不要學下三濫政客」[22]。

- 2016年11月7日，張景森和政務委員林萬億共同主持《礦業法》的協調會議，是經濟部報請行政院召開的會議，起源於該部與原民會的爭議。會議中，張景森推翻原民會的見解，改稱礦業權展限不用踐行《原住民族基本法》第21條，讓亞洲水泥再度強渡關山[23]。並於2017年3月14日經濟部以史上最快速度3.5個月，核發亞泥20年的礦業權展延。讓亞泥未經環評、未依原基法21條經原住民知情同意，即在太魯閣國家公園採礦80年；而礦權展延可以不經原住民知情同意[24]。

- 2017年3月15日，原住民族民族議會聯合行動批評，原住民族委員會之《原住民族土地或部落範圍土地劃設辦法》排除私有土地劃入原住民族傳統領域，張景森為其辯護時說「單憑族人歷史口傳的指認，就要限制剝奪現有土地所有權人的財產權，在政治和法律上是行不通的」，是混淆視聽、偏激誤導的言論[25]。2017年3月19日，張景森說，台灣原住民與非原住民混居狀態普遍，許多傳統原住民地區的非原住民人數甚至超過原住民人數，混居地區私有土地劃入原住民土地勢必引發非原住民族群抗議，花東後山、桃竹苗客家山區、南投、台中、高屏地區必然造成嚴重的民族衝突，引發廣泛的政治對抗[26]。凱道部落抗議人士馬躍·比吼表示，過去原住民族部落界線是一條河、一座山，甚至只要放一塊石頭就知道左邊是誰的、右邊是誰的，不需紙張證明；但在臺灣日治時期，日本人知道原住民族沒有紙張證明地權，就將原住民族土地變成國有土地；張景森的思維跟日本一樣，完全沒有轉型正義[27]。

- 2017年4月25日，張氏為前瞻計畫在臉書抨擊毛治國將蘇花高蓋成蘇花替、否決其在陳水扁政府時所推動高鐵延伸至高雄車站及屏東之與台鐵共軌方案、北宜直鐵蓋成北宜歪鐵等，惟張氏於陳水扁政府時期任政務委員時建議不推動興建蘇花高速公路[1][2][3]，其推動高鐵與台鐵共軌方式延伸至高雄車站及屏東之方案亦曾受專家質疑[4][28][29][30]。

- 2017年6月11日，張景森在臉書引用他在2013年看紀錄片《看見台灣》時發的文，影射原住民立法委員高金素梅曾經在立法院阻擋《國土復育條例草案》，並說2013年內政部部長李鴻源一方面偷偷開放水庫集水區土地炒作，一方面又包場請大家去看《看見台灣》，並稱2008年中華民國總統選舉「馬英九剛勝選，國民黨迫不及待，停止實施國土復育方案」。但《國土復育條例草案》禁止高山道路升級、禁止高山農業開發，高金素梅因此質疑該草案限制原住民部落發展、讓原住民的山林成為無人的山林。此事曝光後，張景森悄悄取消引用此文[31]。

- 2018年12月27日，張景森在個人臉書頁面評論越南旅行團至台灣旅遊集體脫團事件時稱，台灣開放中國大陸觀光客台灣個人遊初期，中國大陸觀光客逾期滯留人數曾高達千分之六；這幾年來，以「觀宏專案」入境的東南亞觀光客共有22萬6千人，違規人數只有414人，每千人違規人數1.8人，比吃燒餅掉的芝麻還少。2018年12月28日，行政院院長賴清德說，張景森的說詞當然不恰當，政府要誠實面對問題，民眾希望看到的是政府解決問題[32]。

- 2018年12月31日，因福建省政府實質上裁撤、不再編列員額與預算[33][34][35]，張景森自然卸任福建省主席，是中華民國迄今最後一位福建省主席。[36]

- 2021年11月4日，張景森在臉書發文評論時代力量對四大公投的立場，稱時代力量「一群聰明優秀的年輕人，集體智力卻只有13歲」、「理想是真的，可惜是膠狀」[37]。2021年11月14日，珍愛藻礁公投推動團體在立法院舉辦記者會駁斥張景森說詞，珍愛藻礁公投領銜人潘忠政表示「13歲是還在成長中的智力，還是比已經老年癡呆、失去理想的民進黨好太多了」[38][39][40]。2021年11月17日，時代力量於行政院中央大樓前舉辦記者會，邀請張景森與時代力量對四大公投進行公開辯論[41]。2021年11月27日，張景森於時代力量「行動時代辦公室」開幕茶會致詞時表示，他身為執政黨的官員，不該批評在野黨，「這一點也是很抱歉，我會把話收回來」；但時代力量承載著太陽花學運後年輕人對「新政治」的期待，因此他非常關切時代力量的動態[42]。張景森道歉後刪除相關文章。

## 榮譽

### 中華民國勳章獎章
- 二等景星勳章（2024年5月14日於總統府頒授）[43]

## 外部連結
- 張景森的Facebook專頁
- 行政院張景森政務委員兼福建省政府委員並為主席 （页面存档备份，存于）

| 中華民國政府職務 | 中華民國政府職務                                      | 中華民國政府職務 |
| ---------------- | ----------------------------------------------------- | ---------------- |
| 福建省政府       |                                                       |                  |
| 前任： 林祖嘉    | 福建省政府主席 第二十任 2016年5月20日－2018年12月31日 | 末任             |